# Elita gangsterilor
Gangster Squad este un film polițist regizat de Ruben Fleischer. A fost lansat pe 11 ianuarie 2013.

## Acțiunea
În Los Angeles-ul anului 1949 nu se întâmplă nimic fără aprobarea capului mafiot din Brooklyn, Mickey Cohen (Sean Penn). El controlează întregul oraș, adjudecându-și câștigurile ilegale provenite de la dealerii de droguri, prostituate și toate casele de pariu de la vest de Chicago. Reușește să facă toate acestea atât sub protecția călăilor săi plătiți, cât și a poliției și politicienilor pe care îi are la mână.
O asemenea imagine feroce este suficientă pentru a ține la distanță chiar și pe cei mai corecți și îndrăzneți oameni ai legii. Nu însă și pentru echipa secretă a poliției formată din sergentul John O'Mara (Josh Brolin) și Jerry Wooters (Ryan Gosling), care și-au propus să-l distrugă pe Cohen odată pentru totdeauna. Celor doi li se alătură încă câțiva bărbați unul și unul. Un electronist de excepție (Giovanni Ribisi), un polițist de culoare (Anthony Mackie), un cowboy senior, pistolar imbatabil, vedetă de reviste ilustrate (Robert Patrick de nerecunoscut) și mexicanul Navidad (Michael Pena).

## Distribuția
- Josh Brolin – John O'Mara
- Ryan Gosling – sergentul Jerry Wooters
- Sean Penn – Mickey Cohen
- Emma Stone – Grace Faraday
- Giovanni Ribisi – Conway Keeler
- Mireille Enos – Connie O'Mara
- Nick Nolte – Bill Parker
- Robert Patrick – Max Kennard
- Anthony Mackie – Coleman Harris